# 弗洛克

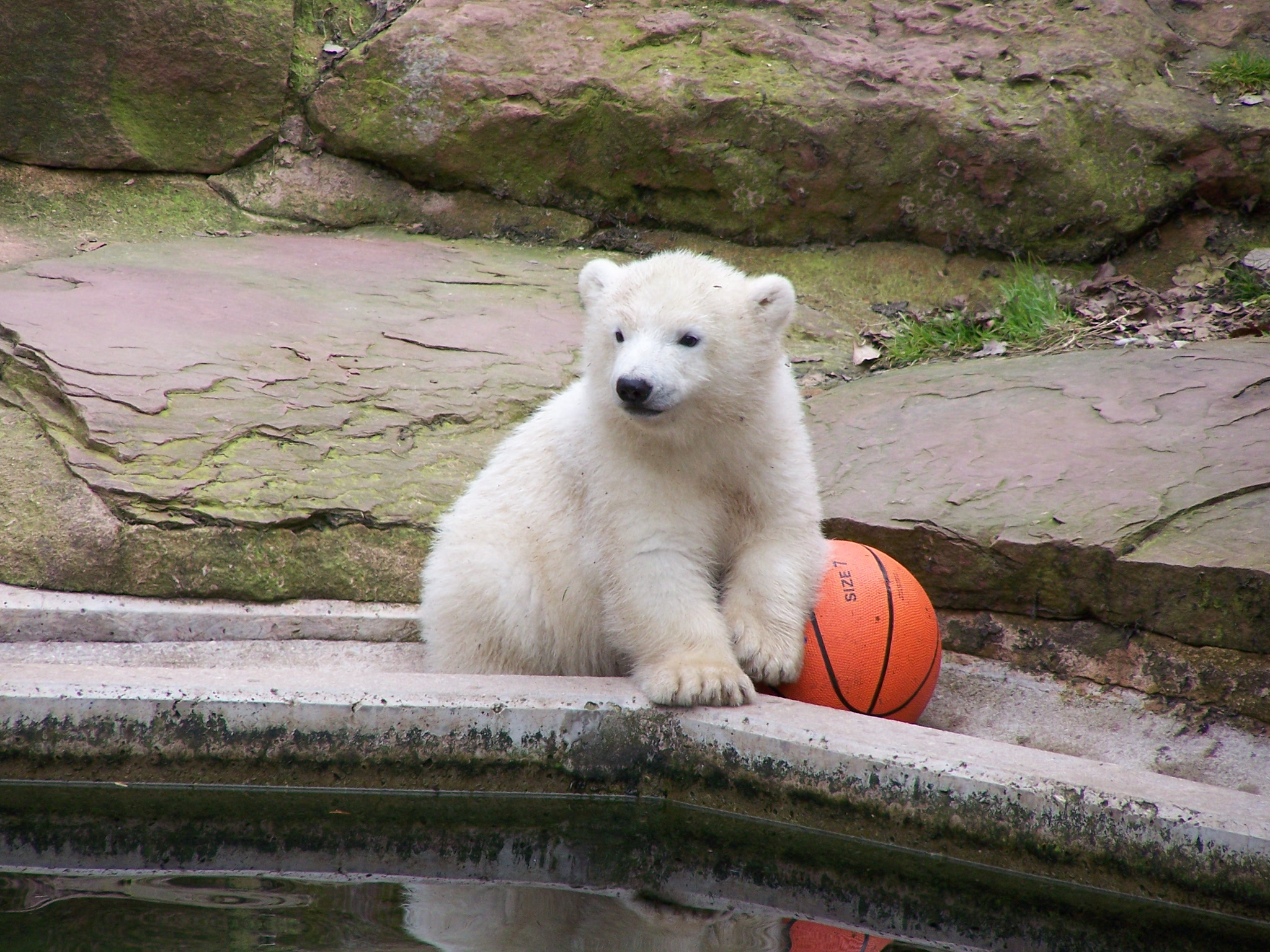
弗洛克，摄于2008年4月9日，首次公开亮相的后一天

（德語發音：[ˈflɔkə]），又叫雪花，是于2007年12月11日出生在德国纽伦堡动物园的雌性北极熊。弗洛克出生几星期后，动物园基于安全理由，将它与母亲分开管理。据媒体报道，该动物园中的一只雌性北极熊吃了它新生的幼崽，尽管该动物园建立了严格的不干预动物的方针，但当动物园收到这个负面报道后还是决定人工抚养弗洛克。
与在柏林动物园圈养出生并由人工抚养的北极熊克努特一样，弗洛克在2008年4月8日首次公开亮相后，很快就引起媒体轰动。它的圈养地立即成为了当地热门的旅游景点，它的名字被注册成为商标，在广告和玩具里也出现了它的形象。纽伦堡动物园在2008年5月宣布，联合国环境规划署执行主任施泰纳成为弗洛克的官方赞助人，施泰纳希望通过利用弗洛克作为环境大使，推广气候变化的认识。

## 早期和争议

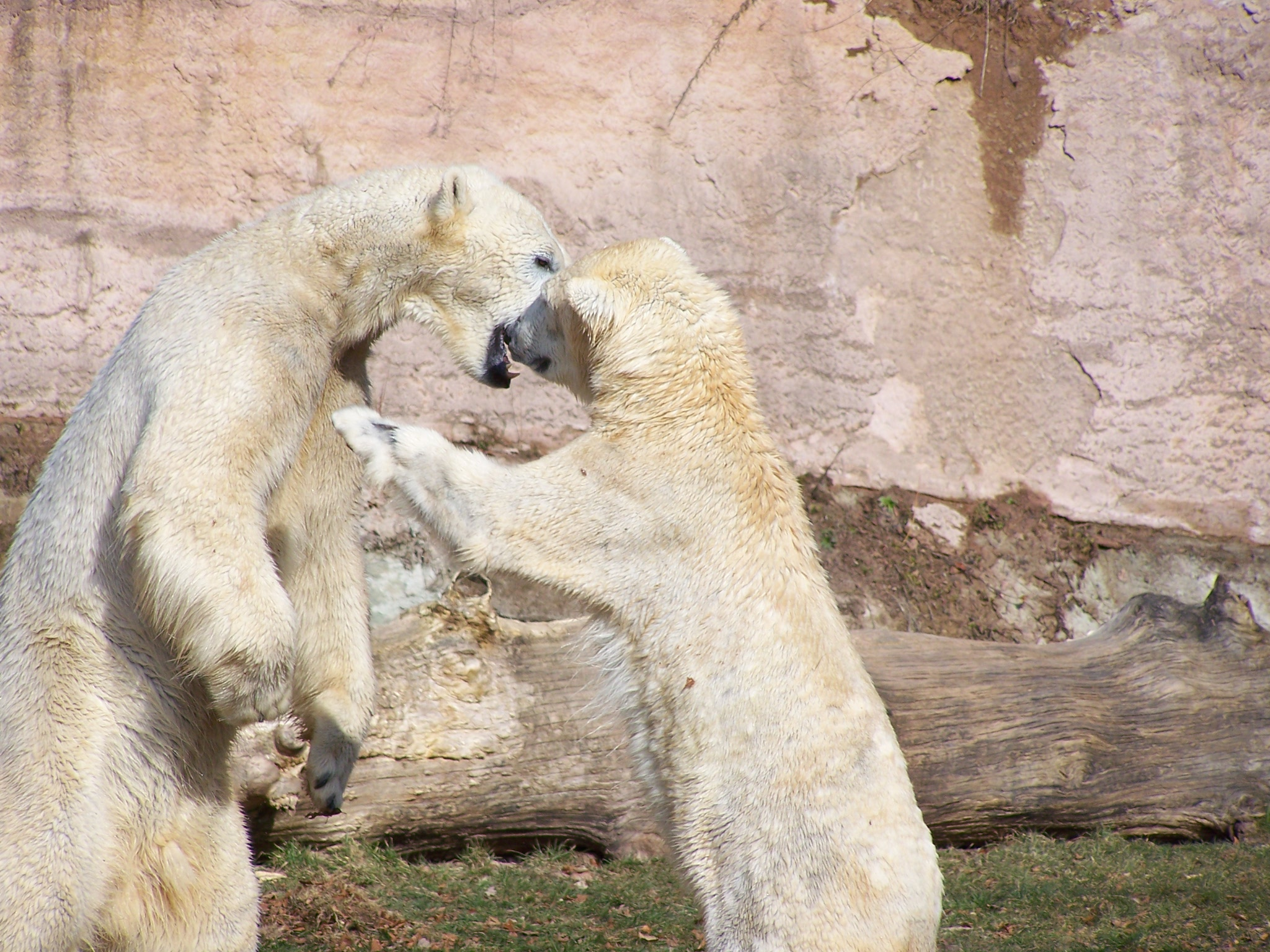
弗洛克的父亲费利克斯和母亲韦拉

弗洛克的母亲是于2002年在莫斯科出生的韦拉，而它的父亲是于2001年在维也纳出生的费利克斯。在纽伦堡动物园中的另一只雌性北极熊薇尔玛，在同一时间生下幼崽，当初工作人员认为它生了两只幼崽。之所以他们无法准确确定有多少北极熊出生，是因为动物园管理员实行了严格的不干预政策。据报道，动物园不希望引起太大的，像先前提及的克努特北极熊一样的媒体轰动。柏林动物园的努特在上一年就因为过度曝光而成为了国际明星。动物园重申了其不干预动物的方针，不料数天后，当地发行量比较大的《图片报》刊登了一篇标题为“为什么没有人拯救在纽伦堡动物园里可爱的努特同类呢？”的文章。
一月初，薇尔玛表现失常，不断抓它的饲料箱，当时已没有任何对于牠的幼崽的进一步的迹象，故人们认为是薇尔玛吃掉了自己的幼崽。当问到原因的时候，纽伦堡动物园主管恩克表示这个幼崽可能得病了，在这个情况下，野外的北极熊通常会吃掉它们的幼崽。动物园很快就面临了来自德国乃至国际媒体的严厉批评，被指白白看着北极熊幼崽的死亡。德国动物保护协会的主管认为动物园不负责任，并且说给北极熊幼崽生存的机会正是管理部门的道德责任，用“纯属自然”作为干预得太迟的理由未免不恰当和玩世不恭的。愤怒的游客曾有一段时间聚集在北极熊养地前面，当每次薇尔玛出现的时候就对牠大声喊“rabenmutter”(德语，意即邪恶的母亲)。
其间，人们还是第一次看见韦拉走出它的窝，而它的四个星期大的幼崽表现出很好的状态。媒体作出对薇尔玛遗失幼崽的强烈反应的几天后，韦拉行为表现古怪，例如，重复地在圈养地周围抬起它的还没起名的幼崽，然后掉到坚硬的地板上。关系到幼崽的安全，纽伦堡动物园作出了一个具争议的决定，将弗洛克和它的母亲分开，并人工抚养弗洛克。

## 名气

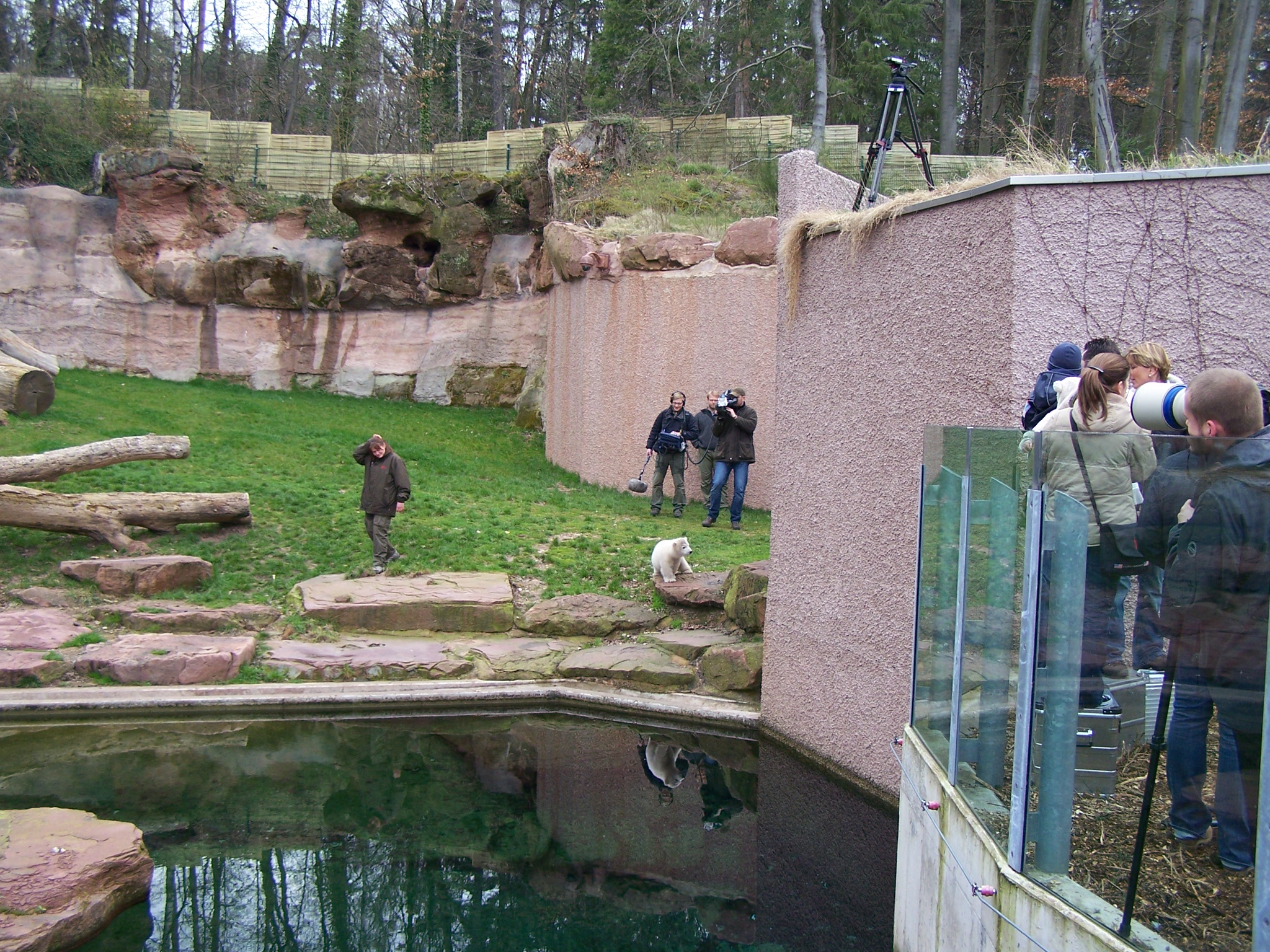
记者和游客在看弗洛克在它的圈养地玩耍

自从弗洛克迁移出圈养地，不足一个星期，动物园就为弗洛克建立了一个网站。在这个经常更新的网站里，浏览者可以获取有关弗洛克的健康状况和成长过程的相片和视频信息。动物园也通过这个网站开展了一个投票，从中人们可以投出自己喜爱的北极熊名字。2008年1月18日，纽伦堡市长乌尔里希·马利通过电视直播公布了“弗洛克”这个官方名字。关于起名字，很多来自世界各地的人通过发送电子邮件的方式提出了建议，尽管有很多建议，包括“Stella”、“Knutschi”、“Sissi”和“Yuki Chan”，但是动物园方面还是叫它弗洛克，在德语中表示“雪片”。被媒体广泛使用的“弗洛克”，其实是动物园管理员最初给它的昵称，是根据它白色的毛皮而起的。
媒体一直密切报道弗洛克的成长过程。四个动物园管理员每隔四个小时轮流为弗洛克餵饲140毫升的人造奶，在它正式被命名的前几天，它首次睁开眼睛的新闻成为新闻头条。到了五个星期大的时候，《图片报》称弗洛克为“努特太太”，提议当他们长大后，这两只在德国出生的北极熊可以互相成为伴侣。随着它的成长，它吃的是狗粮强化食品，当它三个月大的时候，它就能嚼煮熟的骨头了。不久它就被带到动物园的初学者游泳池练习游泳。动物园之前曾指出，为了弗洛克更好地成长，他们正在寻找另外一只被双亲遗弃的北极熊或棕熊幼崽与它一起抚养。
2008年4月8日，弗洛克首次在北极熊圈养地亮相，那里曾是薇尔玛的家，成年的北极熊就已搬到其他动物园。第一天就有超过160个记者和6个国际摄影组迎接4个月大的弗洛克。在第一个星期，弗洛克只在中午出来一段短暂的时间。最初预计最高峰的时候有2万个游客，动物园方面在圈养地前面，建起了一个能同时支撑500人的观看台，但是最初实际到来动物园的游客比预计的少。动物园也利用博世安保公司的视频转播和录制系统，来转播弗洛克的现场画面到两台46寸大屏幕，其中一台在圈养地外面。这个系统用于帮助动物园满足游客与弗洛克见面的需求。
然而，弗洛克首次亮相后不久，它就成为争议的焦点。鲸鱼与海豚保护协会主席、动物保护者于尔根·奥尔特米勒请了一个律师，试图阻止纽伦堡动物园对北极熊幼崽的利用。他声称，弗洛克的公开露面将对它有伤害性的影响，并且认为动物园只关心赚钱。奥尔特米勒请出了知名度高的律师拉尔夫·波西在法庭上挑战他们。

## 推销和品牌
弗洛克在一月被救出后不久，纽伦堡市就为“弗洛克”这个名字注册商标。后来，动物园发布了弗洛克的官方标志。弗洛克成为了纽伦堡市主要宣传活动的一部分，在纽伦堡市中心城的海报上写着“努特已成为昨天”的一行字。这样的海报出现在很多的公交站和列车站。
弗洛克的受欢迎程度在2008年初得到飙升，新闻界称之为“弗洛克热”，这是化用之前的“努特热”。它的肖像被用在游戏、日记本、玩具、DVD、明信片等其他物品之中。第一种相关产品于二月发布，是一款基于弗洛克的桌面游戏，由菲尔特市的Noris-Spiele公司生产，该公司是Georg Reulein GmbH & Co. KG.的一间子公司。在当年5月，著名玩具公司史蒂福则发布了一款弗洛克填充玩具。现在，商品的收入将被投入于动物园和物种生存计划。

## 现况
动物园在2008年4月减少了人类与弗洛克接触，并希望它能和它的同类更好地相处而不再依赖人类。据报道，弗洛克逐渐开始独立，还时常玩得很开心。但它休息的时候，它的橡皮环绑在它的窝的门栏里面。它吸吮橡皮环致使它的鼻子变弯，它的鼻就这样维持了一段时间，其后变回正常。

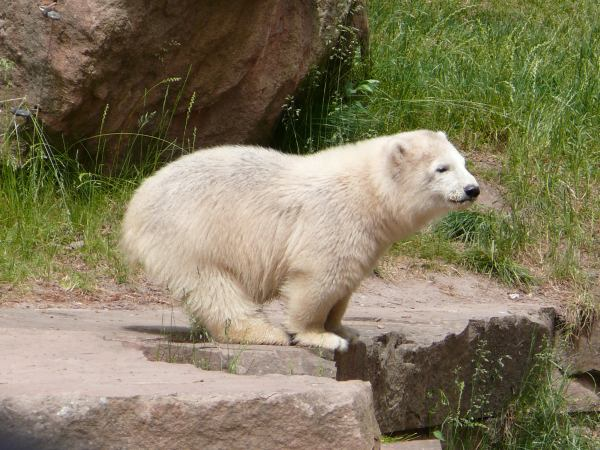
弗洛克在它的圈养地，摄于2008年5月

据报道，六个月大的时候，弗洛克维持在一个正常的体重（45公斤），它当时每天吃的是一公斤肉、蔬菜，和一升牛奶。动物园兽医伯恩哈德曾就它的喜好甜食发表意见，说弗洛克十分喜欢葡萄、甜瓜、 猕猴桃和梨，还特别喜欢香蕉。
在2008年5月，联合国环境规划署执行主任施泰纳成为弗洛克的官方赞助人。担任这个职位的施泰纳感谢纽伦堡动物园对本地气候保护所作出的努力，并且表示“我很开心被要求成为弗洛克的教父。我真诚地希望在它一生的时间内，我们能够贯彻实施全球绿色经济。”
在2008年6月，一场以弗洛克为特色的新海报运动宣布拉开帷幕，其目标是强化公众对于个人也可以保护地球气候的认识。活动由纽伦堡动物园赞助，而与纽伦堡都市圈协作的海报中贴有弗洛克的照片和“气候保护始于家”的口号。动物园也印发了以弗洛克为特色的小册子《气候保护小指引》，里面有提示游客如何减少他们的二氧化碳排放量。在同年9月，纽伦堡动物园宣布自上一年最后两个月至2008年已有一百万参观人次。虽然售票因弗洛克受欢迎而增长，但是相关数字显示并不符合当初的高期望。当月，弗洛克已经有60公斤，它此时在中午已不必在窝里休息，可以全天呆在圈养地。